# Dunwu dacheng zhengli jue
Dunwu dacheng zhengli jue (chinesisch 頓悟大乘正理決 / 顿悟大乘正理决 – „Die Lehre von der Plötzlichen Erleuchtung: Wettstreit um die Wahren Prinzipien im Mahayana-Buddhismus“), kurz: Zhenglijue (正理决), ist eine bedeutende chinesische Schrift zur Geschichte des Chan-Buddhismus (jap. Zen) von Wang Xi (王锡).
Sie wurde Ende des 8. Jahrhunderts verfasst und hält die zur damaligen Zeit in Lhasa (Tibet) populären Ansichten der beiden buddhistischen Schulen Schule der Plötzlichen Erleuchtung (dunmenpai 顿门派, der Südlichen Schule des Chan) und Schule der Allmählichen Erleuchtung (jianmenpai 渐门派, der Nördlichen Schule des Chan) fest. Die Schule der Plötzlichen Erleuchtung ist eine Schule des chinesischen Buddhismus, die Schule der Allmählichen Erleuchtung eine des indischen.
Es wird über den chinesischen Chan-Meister Moheyan (chin. 摩诃衍) berichtet, der vom tibetischen Herrscher Thrisong Detsen als Repräsentant der Schule der Plötzlichen Erleuchtung aufgefordert wurde, nach Lhasa zu gehen, um mit dem indischen Mönch Kamalaśīla (chin. 莲华戒) der Schule der Allmählichen Erleuchtung zu debattieren (in der sogenannten Debatte von bSam yas), wobei die Lehre der Schule der Allmählichen Erleuchtung von der Schule der Plötzlichen Erleuchtung widerlegt wurde. Nach historischen tibetischen Aufzeichnungen war jedoch die Schule der Allmählichen Erleuchtung der Sieger. Die Verbreitung der Lehre der Plötzlichen Erleuchtung wurde von Thrisong Detsen verboten.
Das Werk ist in Dunhuang-Manuskripten (S. 2672, P. 4646) erhalten. Der Hongkonger Wissenschaftler Jao Tsung-I (Rao Zongyi 饶宗颐) hat das Werk erforscht und unter dem Titel Xiantang jilin 选堂集林 (1982) eine kritische Ausgabe herausgegeben. Faksimile des Manuskripts sind in Taiwan erschienen im Tripitaka-Supplement (Dazangjing bubian 大藏经补编, 3.15) und im Kompendium des Buddhismus der Gegenwart (Xiandai Foxue daxi 现代佛学大系, 53). Die Dunhuang-Manuskripte P. 21, 823 und 827 enthalten alte tibetische Übersetzungen des Werkes. Der französische Sinologe Paul Demiéville hat sich um die Erforschung des "Konzils von Lhasa" verdient gemacht.